# Гезер
Ге́зер (на иврит: גֶּזֶר или Тел-Ге́зер) – древен ханаански град-държава и библейски град в древното Израилско царство.
Селището е било обитавано с периоди на прекъсване от късния халколит до римската епоха (I в. пр.н.е – I в. сл.н.е), когато е окончателно изоставено. Намира се на 8 км югоизточно от дн. Рамла. Днес Гезер е място на археологически разкопки, намиращо се между Йерусалим и Тел Авив, обявено за национален парк на културата на Израел.